# 赵完普
趙完普（?—?），宋恭帝之子，1352年后徙居沙洲，生卒年不详，宋朝宗室。 

## 生平
宋朝第十六代皇帝宋恭帝的长子及宋度宗之孫，在元世祖灭南宋后出生。幼时随其父出家为僧。元朝末年有汉人借用他的名号反元，至正年间被元顺帝徙居沙州，卒年不详。　

## 徙居大致时间
《元史》卷四十二顺帝纪五，至正十二年（1352年）五月，监察御史彻彻帖木儿等言：“河南诸处群盗，辄引亡宋故号以为口实，宜以瀛国公子和尚赵完普及亲属徙沙州安置，禁勿与人交通。”故迁入沙州当在至正十二年五月之后。